# Jabinka
Pour l’article homonyme, voir Żabinka.
Jabinka (en biélorusse : Жабiнка ; en łacinka : Žabinka ; en russe : Жабинка ; en polonais : Żabinka) est une ville de la voblast de Brest, en Biélorussie, et le centre administratif du raïon de Jabinka. Sa population s'élevait à 13 299 habitants en 2017.

## Géographie
Jabinka est située au nord de la rivière Moukhavets, à 24 km au nord-est de Brest.

## Histoire
Jabinka est mentionnée pour la première fois en 1816 dans des documents officiels, mais la date officielle de la fondation de la ville est 1871. En 1882, une gare ferroviaire y est construite sur la ligne de chemin de fer qui reliait Varsovie, Minsk et Moscou, ce qui donne une impulsion décisive au développement de la localité. En deux décennies, le village de Jabinka se transforme en une véritable ville.
La ville s'est étendue le long de la route qui, partant de la gare se dirige vers le sud en direction de l'autoroute Brest – Moscou, qui est devenue l'axe de circulation transcontinental E30.
Lors de la Première Guerre mondiale, Jabinka est occupée de 1915 à 1918 par l'armée allemande, puis, de 1919 à 1920, par les Polonais. Les bolcheviks y prennent le pouvoir de juillet à août 1920. Ensuite, en 1921, à la suite du traité de Riga, Jabinka est rattachée à la Pologne. En 1939, avec le pacte Ribbentrop-Molotov, la ville devient soviétique.

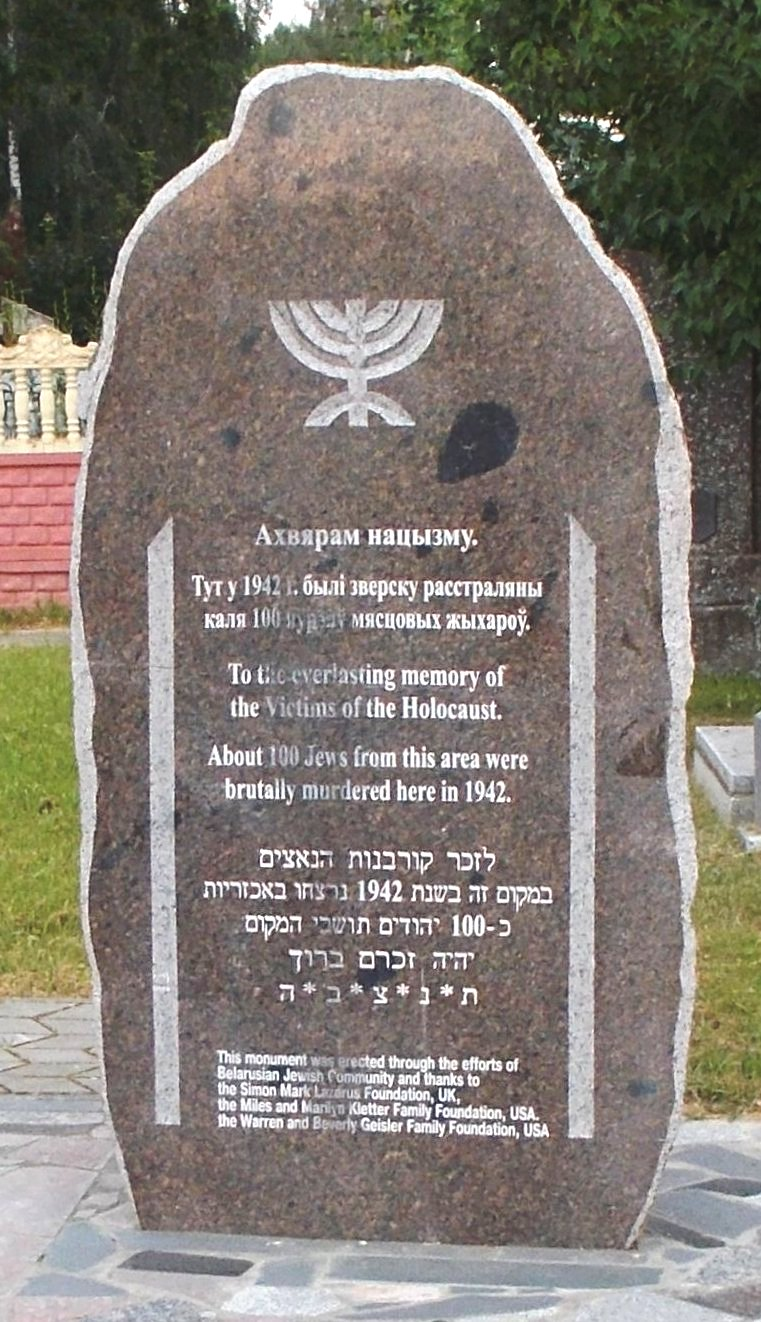
Stèle sur le lieu d'exécution des Juifs de la ville.

Pendant la Seconde Guerre mondiale, Jabinka est occupée par l'Allemagne nazie du 23 juin 1941 au 21 juillet 1944. Au début de l'occupation, les troupes allemandes détruisent au tank la synagogue de Jabinka et commencent à exécuter des Juifs. Les 1500 représentants de la communauté juive ayant survécu à ces premières exécutions sont rassemblés dans un ghetto. Ils sont tous massacrés en 1942 par une unité des Einsatzgruppe lors d'une exécution de masse. En tout, 1 764 personnes sont exécutées par l'occupant. Une stèle commémorative leur est aujourd'hui dédiée.
En 1970, la ville reçoit officiellement le statut de ville.
En 2014, Jabinka devient une ville satellite de Brest.

## Population
Recensements (*) ou estimations de la population  :
| 1959* | 1970* | 1979* | 1989*  | 1999*  |
| ----- | ----- | ----- | ------ | ------ |
| 4 704 | 6 860 | 8 775 | 10 852 | 12 700 |

| 2009*  | 2014   | 2015   | 2016   | 2017   |
| ------ | ------ | ------ | ------ | ------ |
| 13 084 | 13 248 | 13 353 | 13 357 | 13 299 |

## Économie
La principale entreprise de la ville est la raffinerie de sucre de la société OAO Jabinski sakharny zavod (en russe : ОАО Жабинковский сахарный завод) ; fondée en 1963, c'est l'une des quatre raffineries de sucre de Biélorussie, avec une capacité de production de 900 tonnes par jour.

## Patrimoine
- Église de l'Intercession de la Mère de Dieu (1885)
- Église catholique Saint-Joseph[8] (1998)
- Église protestante (après 1990)
- Fosse commune des soldats soviétiques et des partisans ayant péri lors de la Seconde Guerre mondiale, où brûle une flamme éternelle.
- Buste de Lénine, remis en place en 2007
- Église orthodoxe Saint-Cyrille de Tourov (en construction)[9]
- Mémorial aux victimes du ghetto juif, tuées par les nazis (1941-1942)

### Église de l'Intercession de la Mère de Dieu
Construite en bois en 1885, elle mélange les styles néo-russe et classique.

L'église
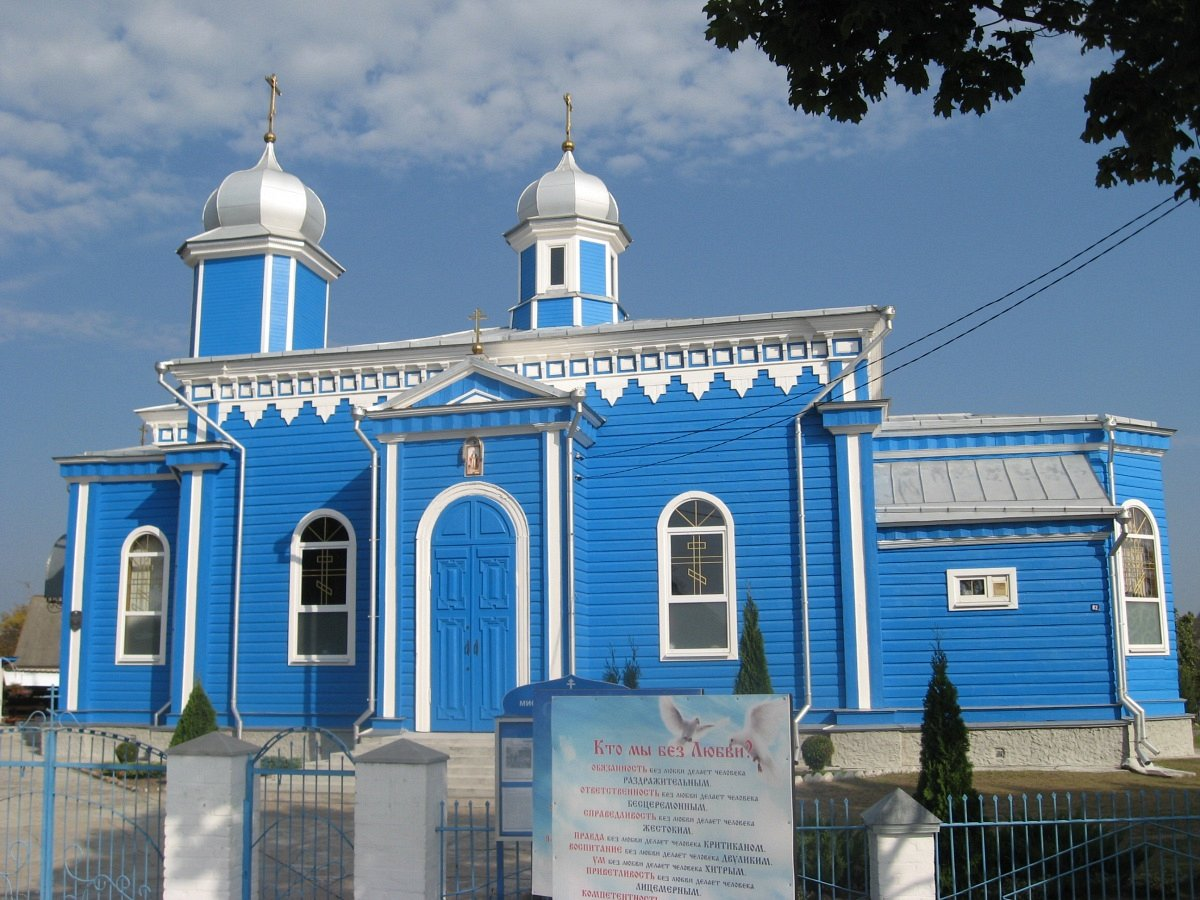
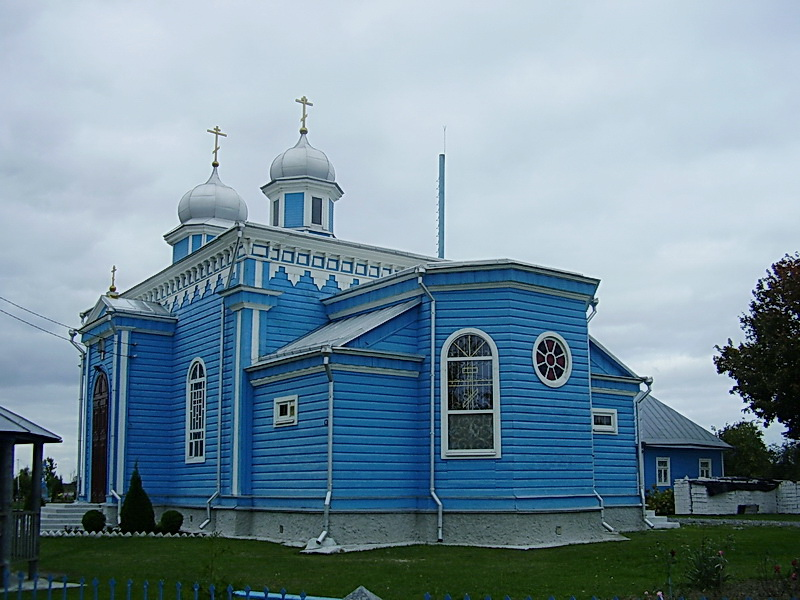

Œuvres de l'église
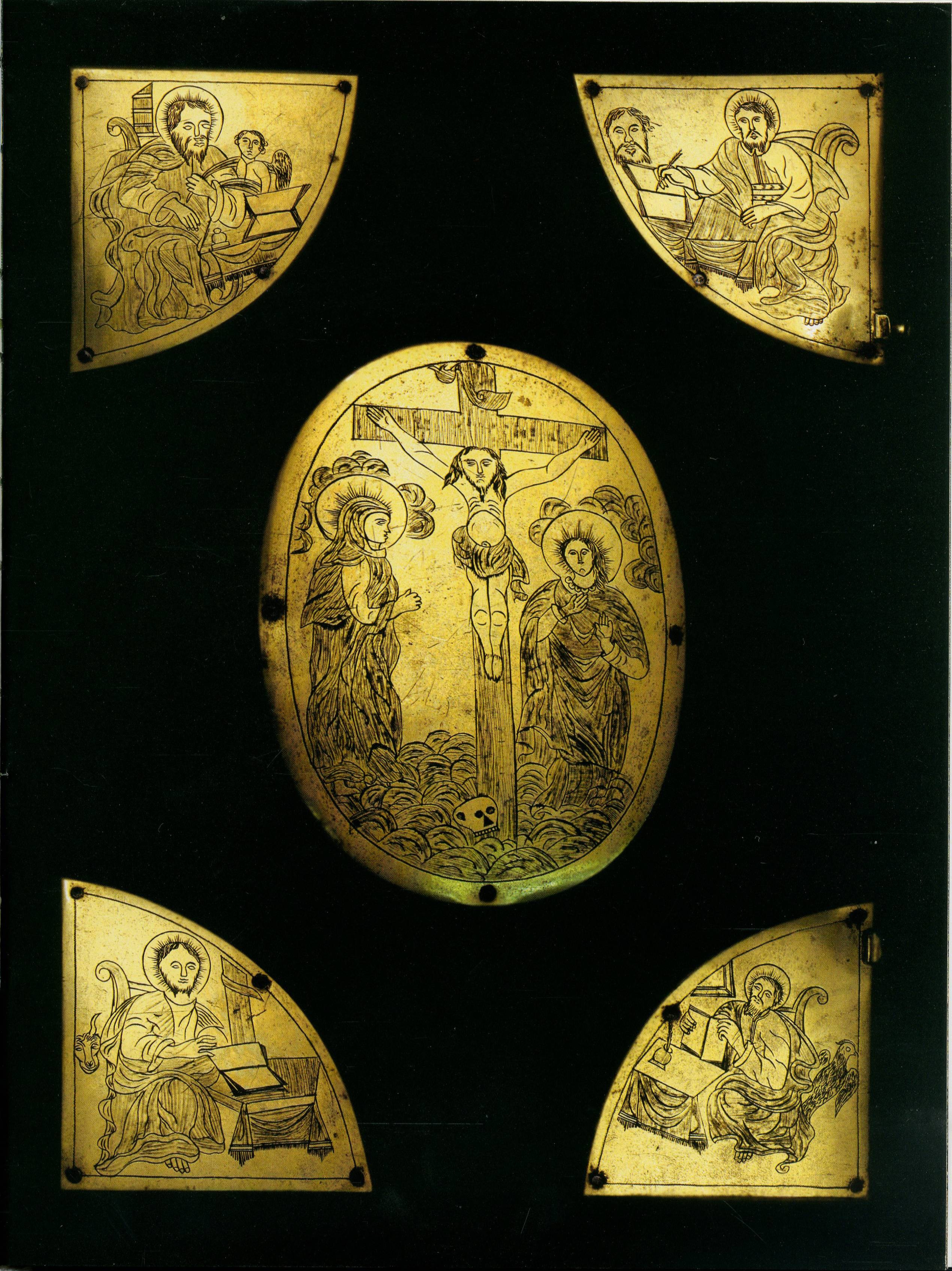
Évangiles dans la typographie des frères Mamonitchi, 1600-1644. Châssis de 1838.
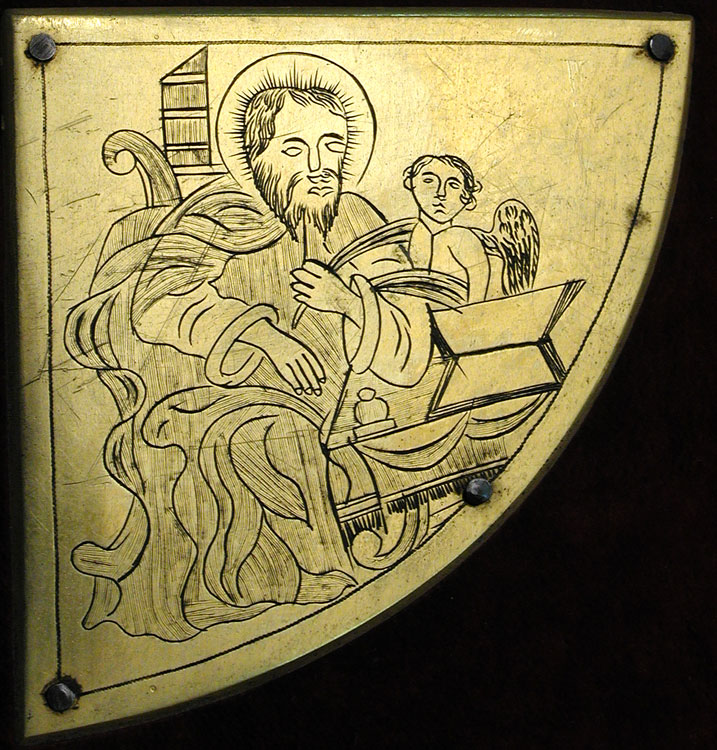
L'apôtre Matthieu. Fragment de la décoration des Évangiles (1838)
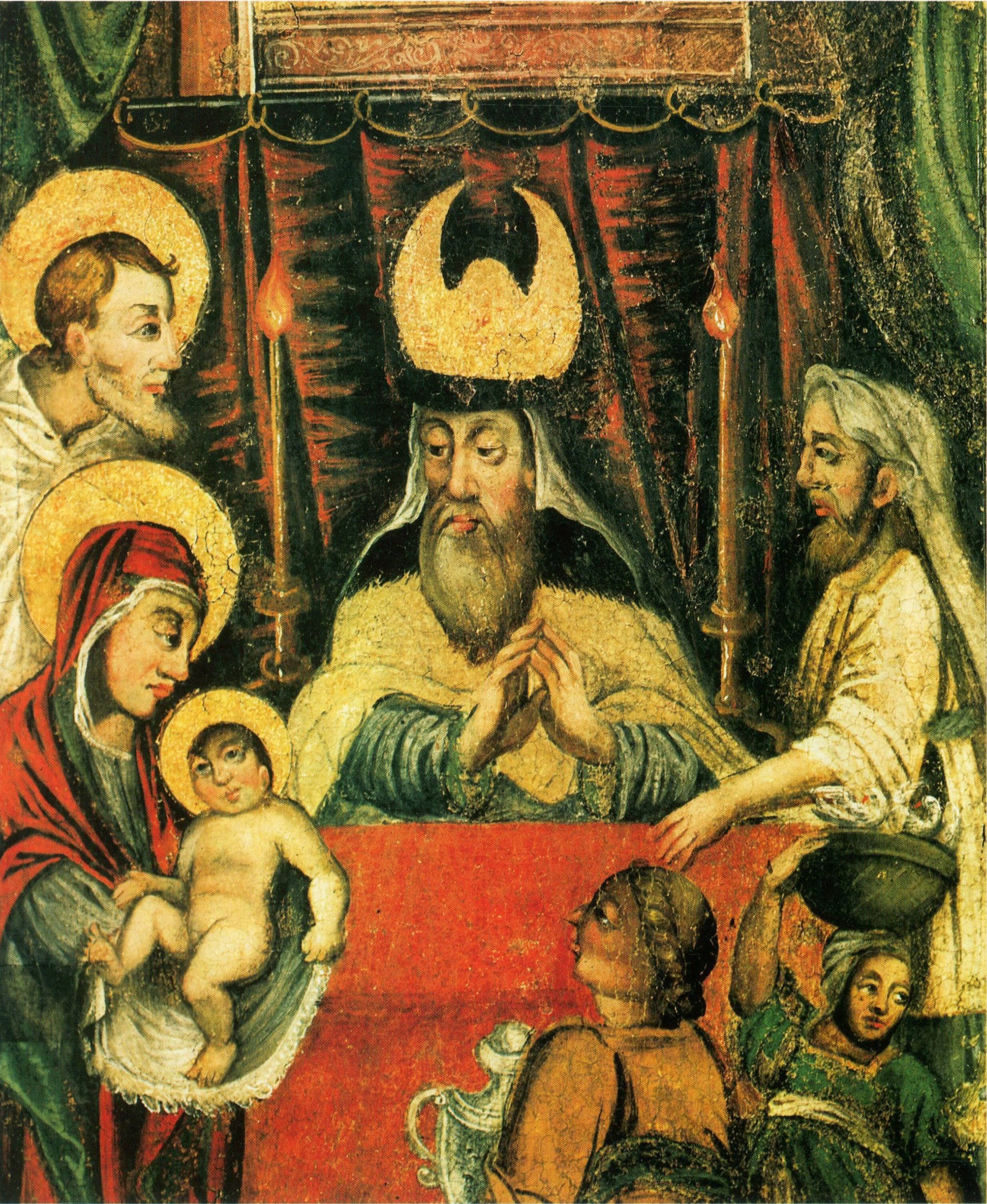
« Circoncision de Jésus », XVIIe siècle.
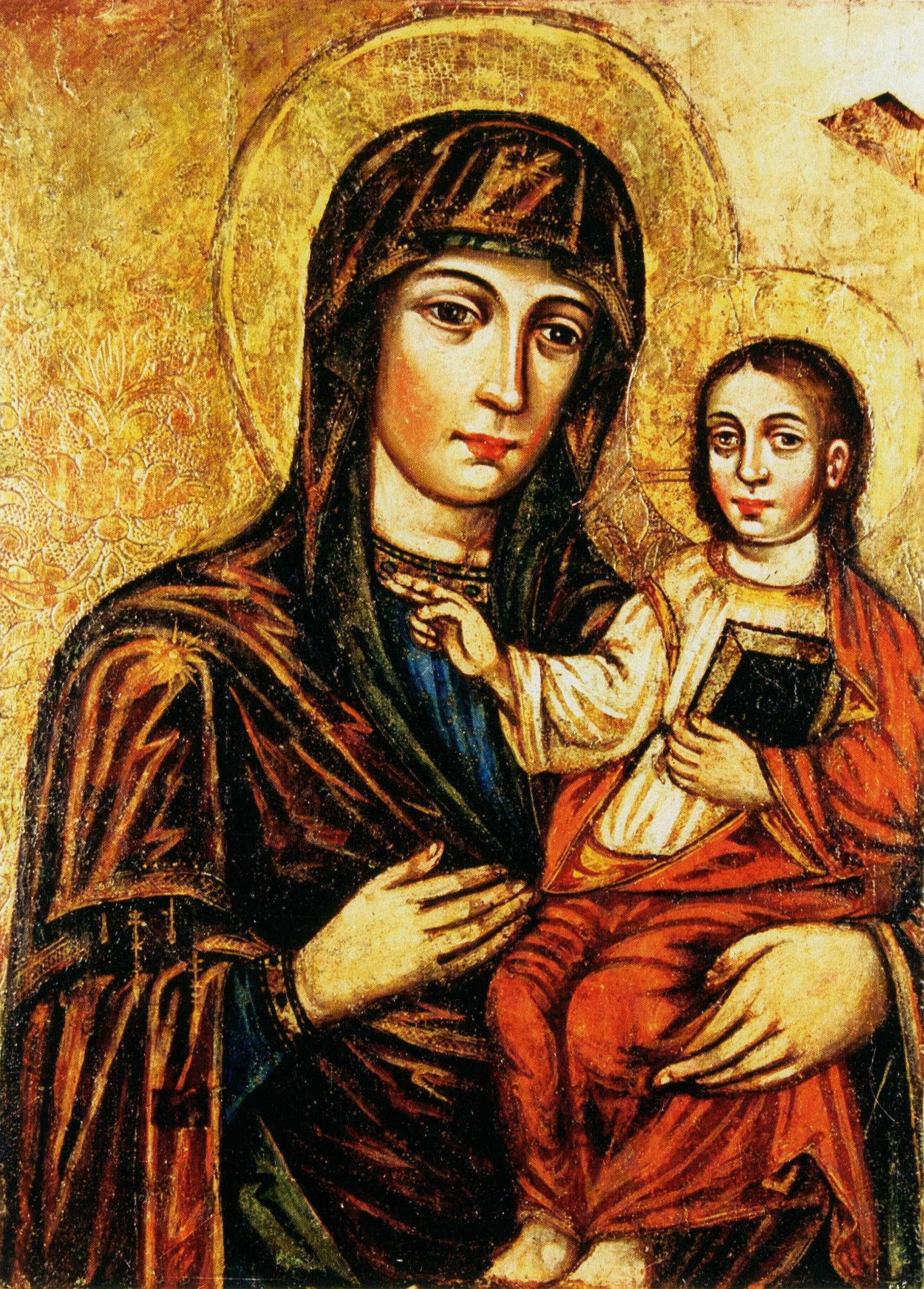
« Mère de Dieu et l'enfant », XVIIe - XVIIIe siècles.

## Galerie d'images

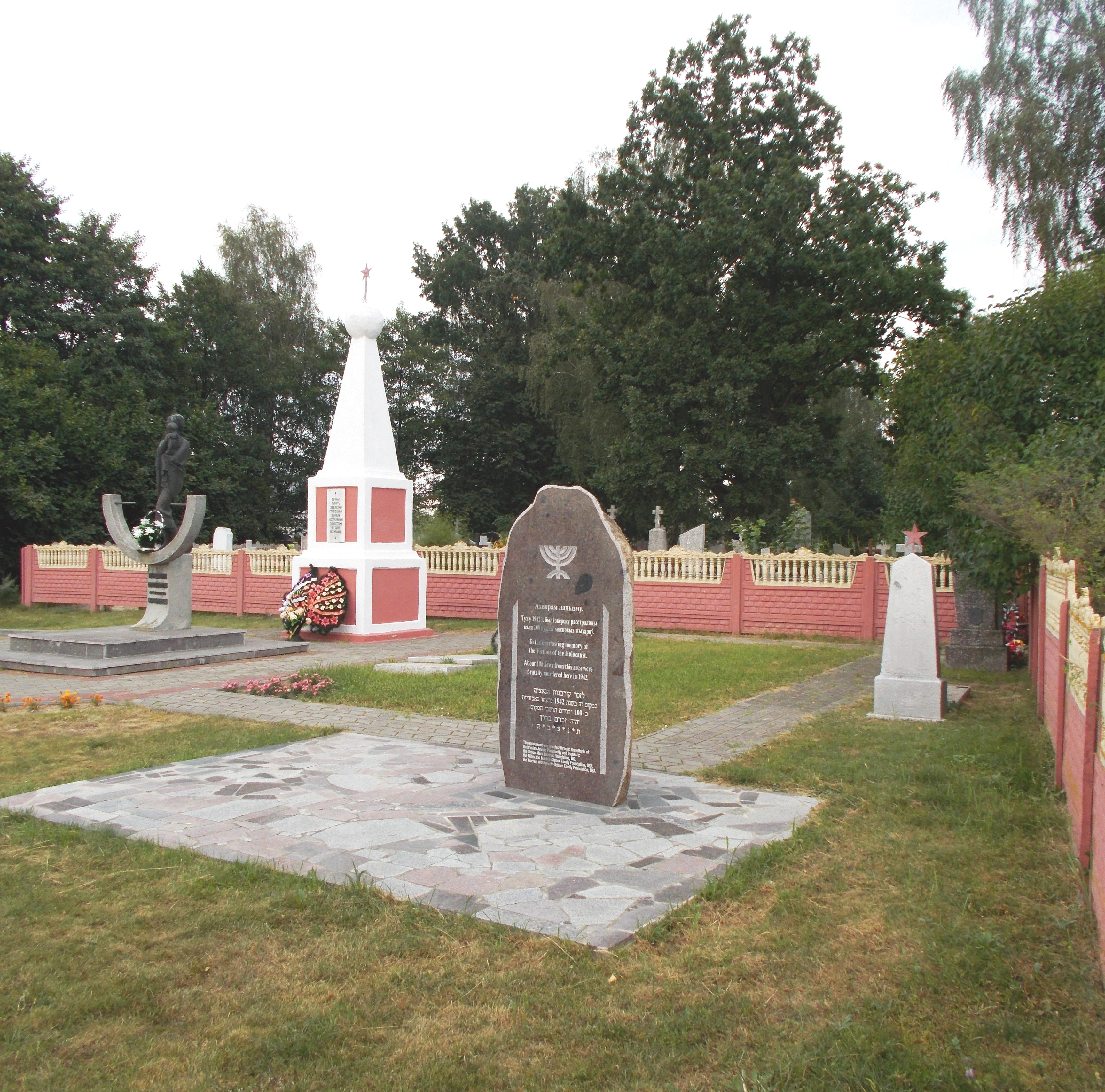
Mémorial à l'emplacement du ghetto
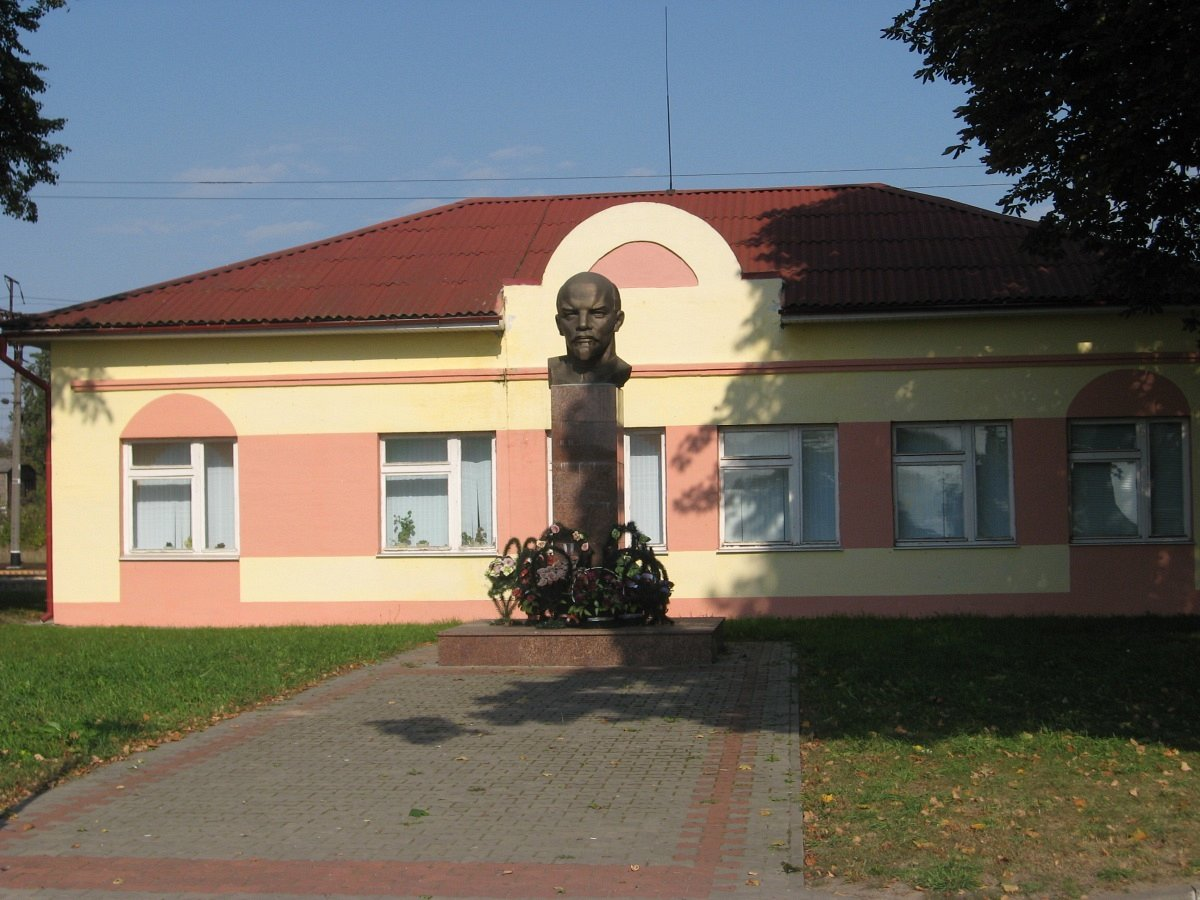
Buste de Lénine
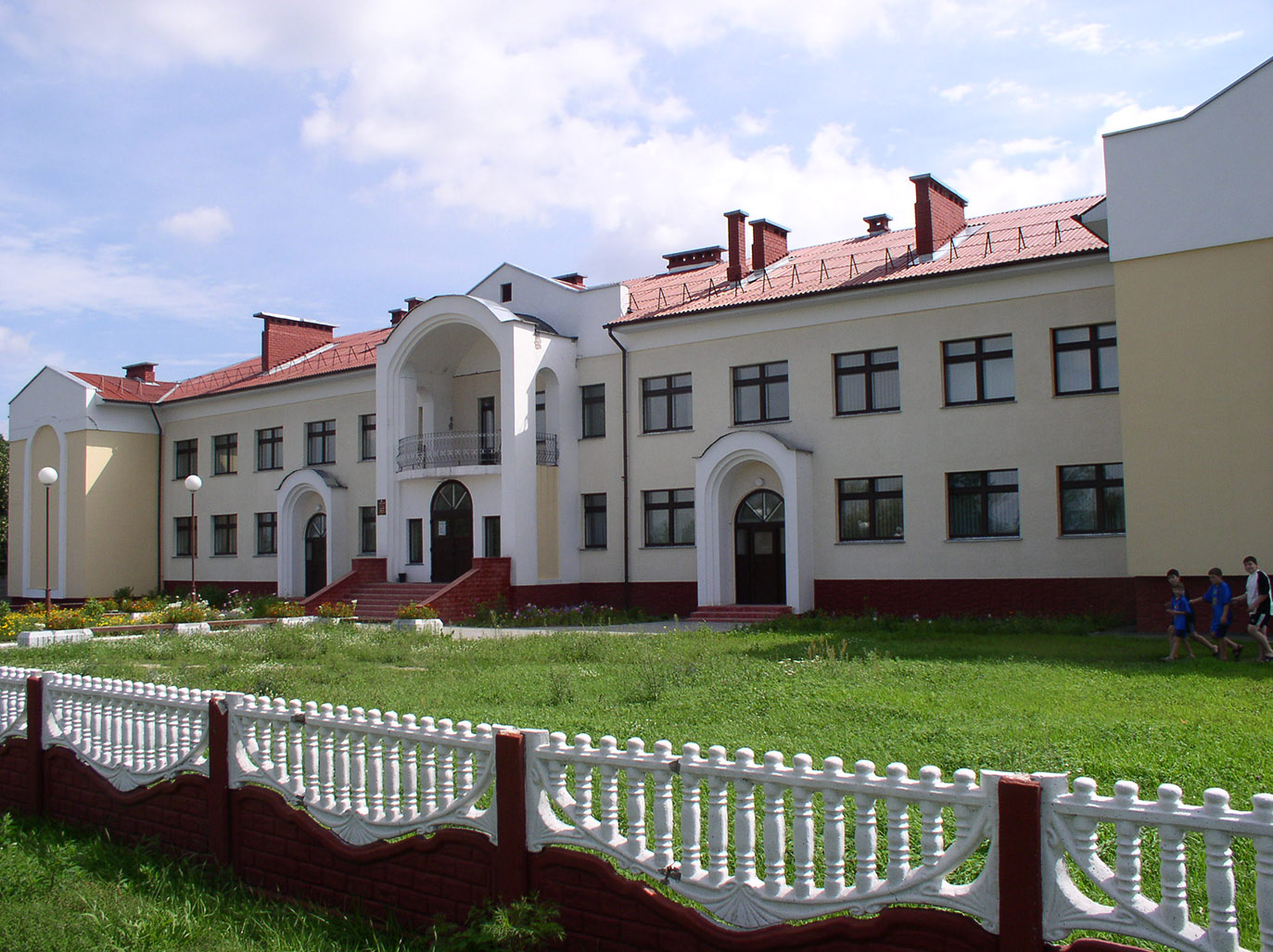
École